# Kalmár László (építész)
Kalmár László (Budapest, 1968. szeptember 19. –) Ybl-díjas magyar építész, 2006–2009 között a Magyar Építőművészek Szövetségének alelnöke, Zsuffa Zsolttal közös irodájával a kortárs magyar építészet meghatározó formálója. Legismertebb munkájuk a Pro Architectura díjas budaörsi városháza.

## Életpályája
1968-ban született, építész szülőktől. 1983 és 1987 között a budapesti Szilágyi Erzsébet Gimnáziumba járt – a Weichinger Károly tervezte épület nagy hatást gyakorolt rá. 1989-től az Ybl Miklós Műszaki Főiskola hallgatója, 1993-ban TEMPUS-ösztöndíjjal a Barcelonai Egyetemen tanult. 1996-ban kitüntetéses oklevéllel és Ybl-emlékéremmel végezte el az Ybl Miklós Műszaki Főiskola tervező szakmérnöki képzését. 1998–2000 között a Mesteriskola XV. Ciklusának résztvevője.
1994–1996 között korábbi tanára, Kapy Jenő vezetése alatt a Kapy és Kiss Építészirodában dolgozott, majd négy évig Turányi Gábor munkatársa a Turányi és Simon Építészirodában. 2000-ben hozta létre és azóta működteti saját, Zsuffa Zsolttal közös műhelyét, Zsuffa és Kalmár Építész Műterem néven.
2002 óta folyamatosan szerepet vállal a hazai építészeti oktatásban is. 2002–2006 között a Műegyetem Középülettervezési Tanszékének külső korrektora. Ugyanebben az időszakban a Mesteriskola demonstrátoraként dolgozott, 2006 óta pedig oktató, illetve a Tanulmányi Bizottság tagja is. 2006–2012 között a Magyar Építőművészek Szövetségének elnökségi tagja, 2006-2009 között alelnök. 2008 óta a Diploma Bizottság tagja a Műegyetemen, 2012-től a győri Széchenyi István Egyetemen is; utóbbi intézményben 2008 óta komplex korrektor.

## Díjai, elismerései
- 2004. Budapest Építészeti Nívódíja
- 2005. Molnár Péter-díj (Zsuffa Zsolttal)
- 2006. Pest Megye Építészeti Nívódíja
- 2007. Pro Architectura díj[1]
- 2007. Az év akadálymentes épülete
- 2010. Ybl Miklós-díj[2]

## Fontosabb építészeti művei
- 2000. Tornacsarnok, Gödöllő (a Turányi és Simon Építésziroda tagjaként)[3]
- 2002. Társasház, Budapest XVI. Vágás utca 22. (Zsuffa Zsolttal)
- 2002. Borászat, Balatonlelle (Zsuffa Zsolttal)
- 2003. Családi ház, Budapest - Testvérhegy (Zsuffa Zsolttal)
- 2003. Családi ház, Budapest - Adyliget (Zsuffa Zsolttal)[4]
- 2005. Városháza bővítése, Budaörs (Zsuffa Zsolttal)
- 2006. Családi ház, Budaörs (Zsuffa Zsolttal)[5]
- 2008. Családi ház, Budapest XII. (Nagy Gáborral)
- 2010. Szépségközpont, Hévíz (Zsuffa Zsolttal)[6]
- 2012. HungaroControl Országos Légiirányítási Központ (Zsuffa Zsolttal)
- 2016. Családi ház, Budapest (Zsuffa Zsolttal)[7]

## Fontosabb tervpályázatok
- 2002. Nemzetközi hajóállomás, Esztergom / Országos tervpályázat (Zsuffa Zsolttal) III. díj
- 2003. Városháza bővítése, Budaörs / Országos tervpályázat (Zsuffa Zsolttal) I. díj
- 2004. Szálloda és élményfürdő, Budapest - Kopaszi gát / Országos tervpályázat (Kapy J., Murka I. és Zsuffa Zs.) I. díj
- 2005. Iskola és könyvtár, Esztergom / Országos tervpályázat (Herczeg Lászlóval és Zsuffa Zsolttal) III. díj
- 2005. Városi Uszoda-Sportcsarnok, Budaörs / Országos tervpályázat (Zsuffa Zsolttal) kiemelt megvétel
- 2005. Városháza bővítése, Budapest XVII. / Meghívásos tervpályázat (Zsuffa Zsolttal) II. díj
- 2006. Budapest szíve / Országos tervpályázat (Zsuffa Zsolttal) kiemelt megvétel
- 2006. ORCO Irodaház, Budaörs / Meghívásos tervpályázat (Zsuffa Zsolttal) I. díj
- 2006. Iskola, Budaörs / Országos tervpályázat (Nagy Gáborral és Rehus Szilviával) kiemelt megvétel
- 2007. Regionális Könyvtár, Pécs / Országos tervpályázat (Nagy Gáborral és Rehus Szilviával) II. díj
- 2007. Csillag Erőd, Komárom / Meghívásos tervpályázat (Zsuffa Zsolttal) I. díj
- 2007. HungaroControl Országos Légiirányítási Központ / Országos tervpályázat (Zsuffa Zsolttal) I. díj
- 2008. Weöres Sándor színház, Szombathely / Országos ötletpályázat (Báger A., Lázár Zs., Rehus Sz.) I. díj[8]
- 2009. Weöres Sándor színház, Szombathely / Országos tervpályázat (Zsuffa Zs., Fazekas K., Nagy G., Rehus Sz., Rose B.) I. díj
- 2010. Kortárs Művészeti Galéria, Maribor / Nemzetközi tervpályázat (Zsuffa Zs., Fazekas K., Rehus Sz., Rose B.) kiemelt megvétel
- 2010. 320º Művészeti Központ, Siófok / Nemzetközi tervpályázat (Zsuffa Zs., Fazekas K., Rehus Sz., Rose B.) kiemelt megvétel

## Kiállítások
- Form and nonform exhibition / 2005. 6. (European Commission, Luxembourg)
- A Mesteriskola Folytatás című ikerkiállítása a Budapesti İszi Fesztivál keretében / 2005. 10. (MÉSZ és Fővárosi Szabó Ervin Könyvtár) - kurátor
- Öt év - a Zsuffa és Kalmár Építész Műterem kiállítása / 2005. 10-11. (Budapest Galéria)
- Emerging Identities East / 2005. 11-12. (Deutsches Architektur Zentrum, Berlin)
- Piranesi Award / 2005. 11. (Piran, Szlovénia)
- Meisterschule / 2006. 01-02. (Collegium Hungaricum, Berlin) – kurátor
- Fiatalok Feketén Fehéren / 2006.05. és 2006.10. (MÉSZ)
- V4 Family home in Visegrad countries / 2007.09. (Pozsony, Budapest, Krakkó, Brno)
- Pro Architectura díj 2007 kiállítás (Gödör Klub, VAM Design Center, Budapest)
- Meg nem épült Magyarország / 2007. 09. (Körzőgyár Galéria, Budapest)
- Bor+Építészet kiállítás / 2009. 03 (Városi Művészeti Múzeum, Győr)
- CZHUPLSK progresszív építészet a visegrádi országokban / 2009. 04 (Krakkó)
- Wild, Wild East / 2009. 09-10. (AIT ArchitekturSalon, Hamburg)